# Topołnica (dopływ Maricy)
Topołnica (bułg. Тополница) – rzeka w zachodniej Bułgarii, lewy dopływ Maricy w zlewisku Morza Egejskiego. Długość – 155 km, powierzchnia zlewni – 1790 km².
Topołnica ma źródła na północnych zboczach pasma górskiego Sysztinska Sredna Gora w łańcuchu Srednej Gory. Topołnica okrąża to pasmo od zachodu, zasila sztuczny zbiornik Topołnica i wypływa na Nizinę Górnotracką. Uchodzi do Maricy tuż przed Pazardżikiem.